# Leslie Fuenffiger
Leslie Michael "Mike" Fuenffiger (ur. 17 lipca 1992) – amerykański zapaśnik walczący w stylu klasycznym. Wicemistrz panamerykański z 2020 roku.
Zawodnik Hibbing High School i Augsburg College. Trzy razy All-American (2013–2015) w NCAA Division III, pierwszy w 2014 i 2015; siódmy w 2013 roku. Outstanding Wrestler w 2015 roku. Następnie w United States Army.